# Европейский маршрут E46

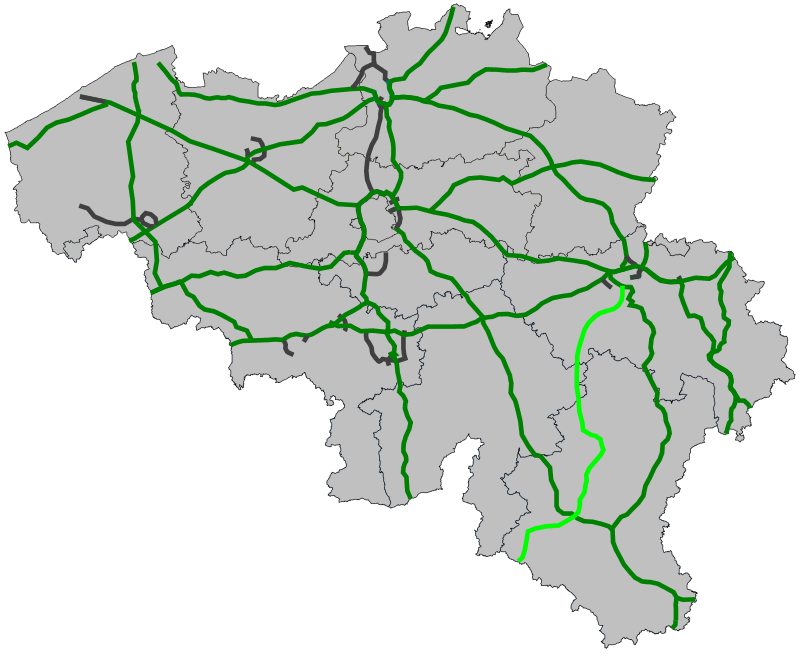
Схема маршрута Е46 в Бельгии

Европейский маршрут Е46 — европейский автомобильный маршрут категории А, соединяющий города Шербур-Октевиль (Франция) и Льеж (Бельгия). Длина маршрута — 753 км.

## Города, через которые проходит маршрут
Маршрут Е46 проходит через две европейские страны:
- Франция: Шербур-Октевиль — Кан — Руан — Реймс — Шарлевиль-Мезьер —
- Бельгия: Марш — Льеж

Е46 пересекается с маршрутами
| - E03 - E401 - E402 - E50 |  | - E17 - E420 - E44 - E25 |  | - E40 - E42 - E313 |

## Фотографии

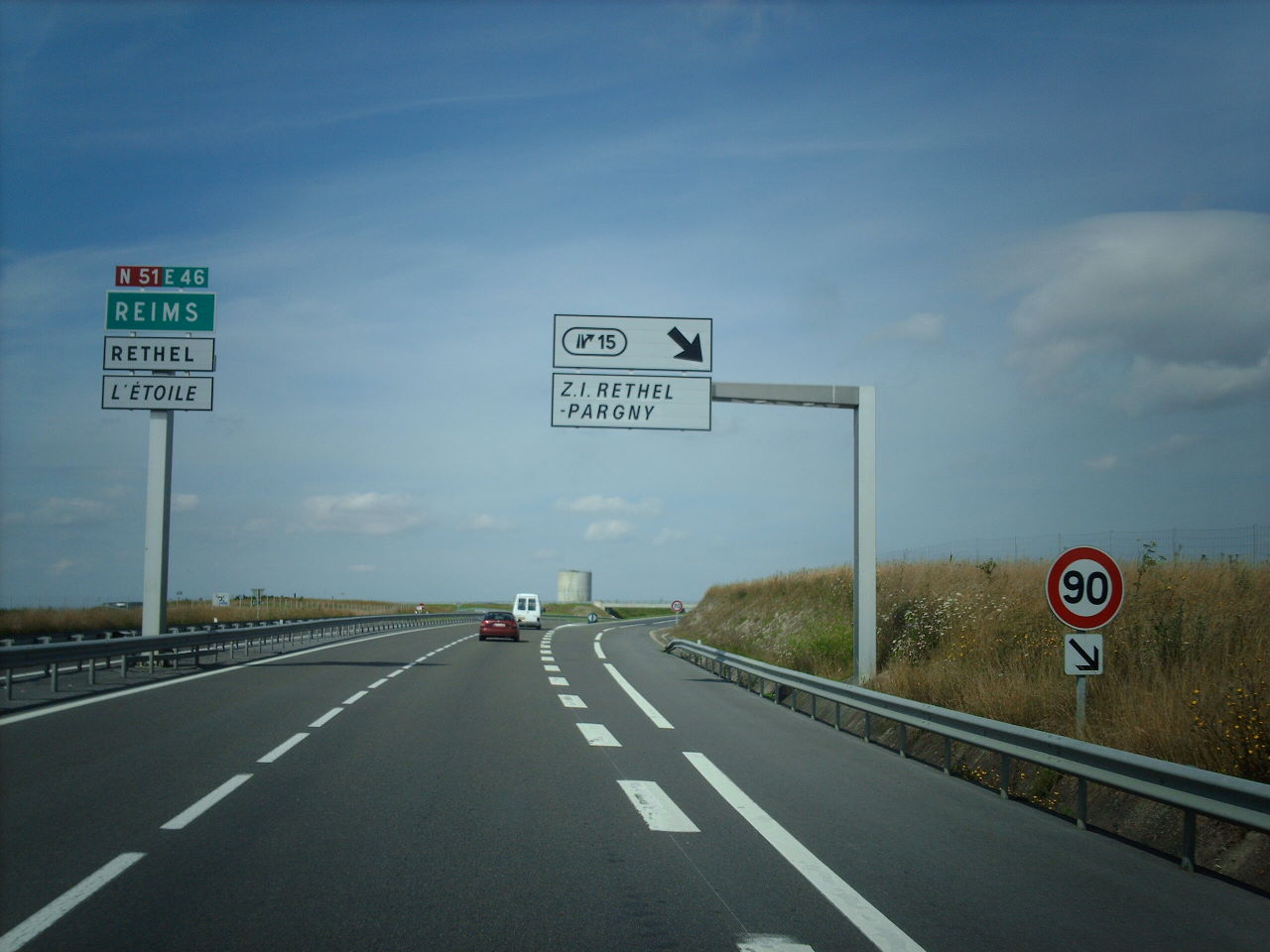
Е46 около Ретель
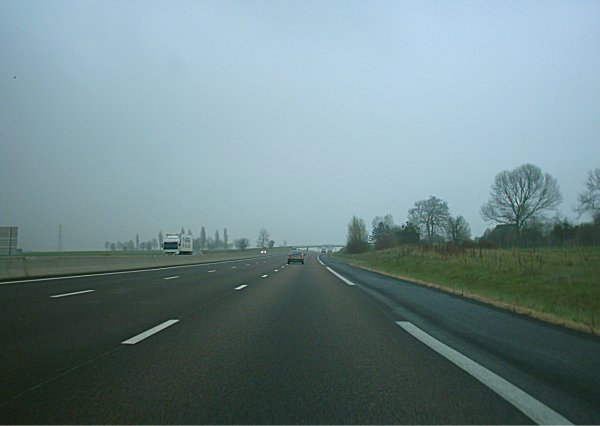
Е46 около Бурж-Ашар
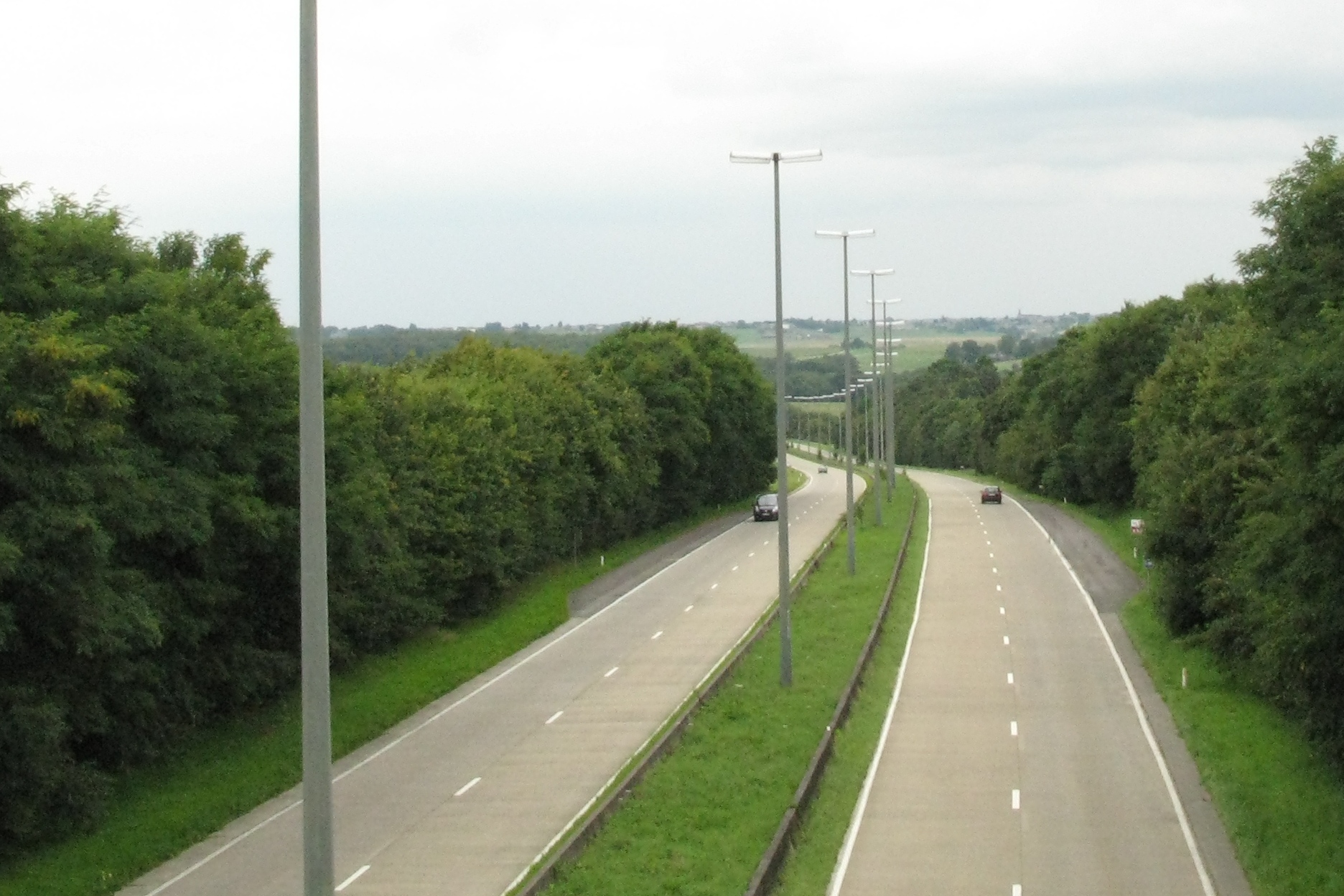
Е46 между Маршем и Льежем, Бельгия